# 夏欣怡
夏 欣怡（か きんじ, 中国語: 夏 欣怡、ラテン翻記: Xinyi Xia、1997年1月14日 - ）は、中華人民共和国の女子ビーチバレー選手。

## 来歴
2014年アジア競技大会のビーチバレーにて金メダルを獲得した。
FIVBビーチバレーボールグランドスラム2015横浜大会に出場した。

## 参考
- FIVB 公式プロフィール